# Kreissparkasse Kölleda
Die Kreissparkasse Kölleda war eine bis 1952 selbständige Sparkasse in Kölleda. Die Sparkasse fusionierte zur Kreissparkasse Sömmerda und später zur Sparkasse Mittelthüringen.

## Die geschichtliche Entwicklung der Sparkasse in Kölleda
Am 1. Juli 1857 öffnete die Kreissparkasse des Landkreises Eckartsberga in Kölleda ihre Schalter. Nach dem ersten Geschäftsjahr kann die Sparkasse 21.999 Täler, 20 Silbergroschen und 9 Pfennige an Spareinlagen verbuchen. Seit dem 1. Oktober 1880 befindet sich Geschäftslokal im Kreishaus. Ein Umbau und eine Erweiterung der Geschäftsräume im Kreishaus fand 1904 statt. 1909 erlangte die Sparkasse die Scheckfähigkeit. Im Jahr 1916 war die Einführung des Giroverkehrs durch den Deutschen Sparkassenverband. Am 1. Februar 1925 wurde die doppelte Buchführung eingeführt und die Gesamteinlagen stiegen. Im April 1925 folgte die Eröffnung der Zweigstelle in Bad Bibra, im April 1927 wurde die Zweigstelle in Eckartsberga eröffnet und im Mai 1927 folgte die Eröffnung der Zweigstelle in Wiehe. Am 11. Juli 1928 wurde die Sparkasse von „Kreissparkasse des Eckartsbergaer Kreises“ in „Kreissparkasse Kölleda“ umbenannt. Im September 1930 wurde eine Zweigstelle in Heldrungen eröffnet. Zum 31. Dezember 1931 waren Spareinlagen in Höhe von 5.003.118 Reichsmark sowie Giro- und Kontokorrenteinlagen in Höhe von 858.097,18 Reichsmark zu verzeichnen. Im Zuge der Gebietsreform 1952 wurde die Sparkasse eine Zweigstelle der neu gegründeten Kreissparkasse Sömmerda.
Am 30. Oktober 1991 installierte die Sparkasse den ersten EC-Geldausgabeautomaten in Kölleda. Im Jahr 1992 erfolgte der Umbau der Zweigstelle in Kölleda. Von 1996 bis 1997 war ein Neubau der Zweigstelle am Markt in Kölleda. Nach dem Zusammenschluss der Sparkassen Erfurt, Weimar und der Kreissparkasse Sömmerda am 1. Mai 2003 zur neuen Sparkasse Mittelthüringen ist Kölleda zur Zweigstelle der neuen Sparkasse geworden.